# Meta Vesel Valentinčič
Meta Vesel Valentinčič, slovenska odvetnica in političarka, * 31. oktober 1951, Ljubljana.
Med letoma 2008 in 2009 je bila državna sekretarka v vladni službi za lokalno samoupravo in regionalno politiko.